# イヴァン・ゴッティ
イヴァン・ゴッティ（Ivan Gotti、1969年3月28日 - ）は、イタリア、サン・ペッレグリーノ・テルメ出身の元自転車競技（ロードレース）選手。

## 経歴
1991年にプロ転向。
1995年のツール・ド・フランス（以下、ツール）、1996年のジロ・デ・イタリア（以下、ジロ）でいずれも総合5位に入る。
そして1997年のジロでは、前年の総合優勝者であるパヴェル・トンコフを1分33秒差下して総合優勝。なおこの優勝をきっかけにジロにおいてイタリア国籍選手が11年連続で総合優勝を果たすことになる。
1999年のジロでは前年の優勝者マルコ・パンターニがヘマトクリット値の異常により総合首位ながらも第21ステージを前に棄権するという事態に追い込まれたことから、第21ステージ終了後にマリア・ローザを手中にし、続く最終第22ステージでも守りきって2度目の総合優勝を果たした。
しかしその後、今度はゴッティにドーピングの疑いがかけられ、2002年に5ヶ月の出場停止処分が下ったことから同年限りで現役を引退した。現在は輸入食品業を営んでいるという。